# Czarny Jastrząb
Czarny Jastrząb (ang. Black Hawk, właśc. Ma-ka-tai-me-she-kia-kiak (Makatamishokaka) ur. 1767, zm. 3 października 1838) – wódz wojenny Sauków i Lisów.
Urodził się w Saukenak, dzisiejszym Rock Island w stanie Illinois. W wieku 15 lat został „dzielnym”. Tytuł ten przysługiwał wojownikowi, który zabił lub ranił wroga. Wykazał się w walkach przeciwko plemieniu Osedżów, dzięki czemu został wodzem wojennym.
Czarny Jastrząb był wierny tradycjom swoich przodków. Nie przyjął chrześcijaństwa, zabraniał picia alkoholu. W przeciwieństwie do innych znaczących wojowników, nie wziął sobie kilku żon. Całe życie spędził z jedną kobietą – Śpiewającym Ptakiem.
W roku 1804 Amerykanie zaprosili Sauków na rozmowy pokojowe. Niektórzy wodzowie udali się do St. Louis, gdzie zostali poczęstowani alkoholem, a gubernator Terytorium Indiany generał William Henry Harrison zaproponował im podpisanie traktatu, który oddawał Stanom Zjednoczonym 6 milionów hektarów terenów plemiennych położonych na wschód od rzeki Missisipi w zamian za 2 234,5 dolara w towarach i roczną pomoc w wysokości 1000 dolarów. Dodatkowo tak długo, jak długo ziemia należała do rządu i nie została sprzedana w ręce prywatne, Indianie mogli na niej pozostać. Czarny Jastrząb nie uznał traktatu argumentując, że został on podpisany bez wiedzy plemienia, a wodzowie nie mieli upoważnienia do jego zatwierdzenia. Amerykanie nie uznali argumentacji wodza.
Do poważnych napięć doszło, gdy Amerykanie rozpoczęli w 1808 roku budowę fortu na nabytych terenach. Czarny Jastrząb ruszył by go zniszczyć, lecz wycofał się wobec przeważających sił wroga.
Gdy w roku 1812 wybuchła wojna brytyjsko-amerykańska, Czarny Jastrząb stanął po stronie Brytyjczyków. Tymczasem główny wódz obu plemion, Keokuk, był stronnikiem Amerykanów. Rozdźwięki w plemionach pogłębiły się, gdy Keokuk (czyt. Ki-okak) oddał Stanom Zjednoczonym wszystkie tereny plemienne, położone na wschód od Missisipi.

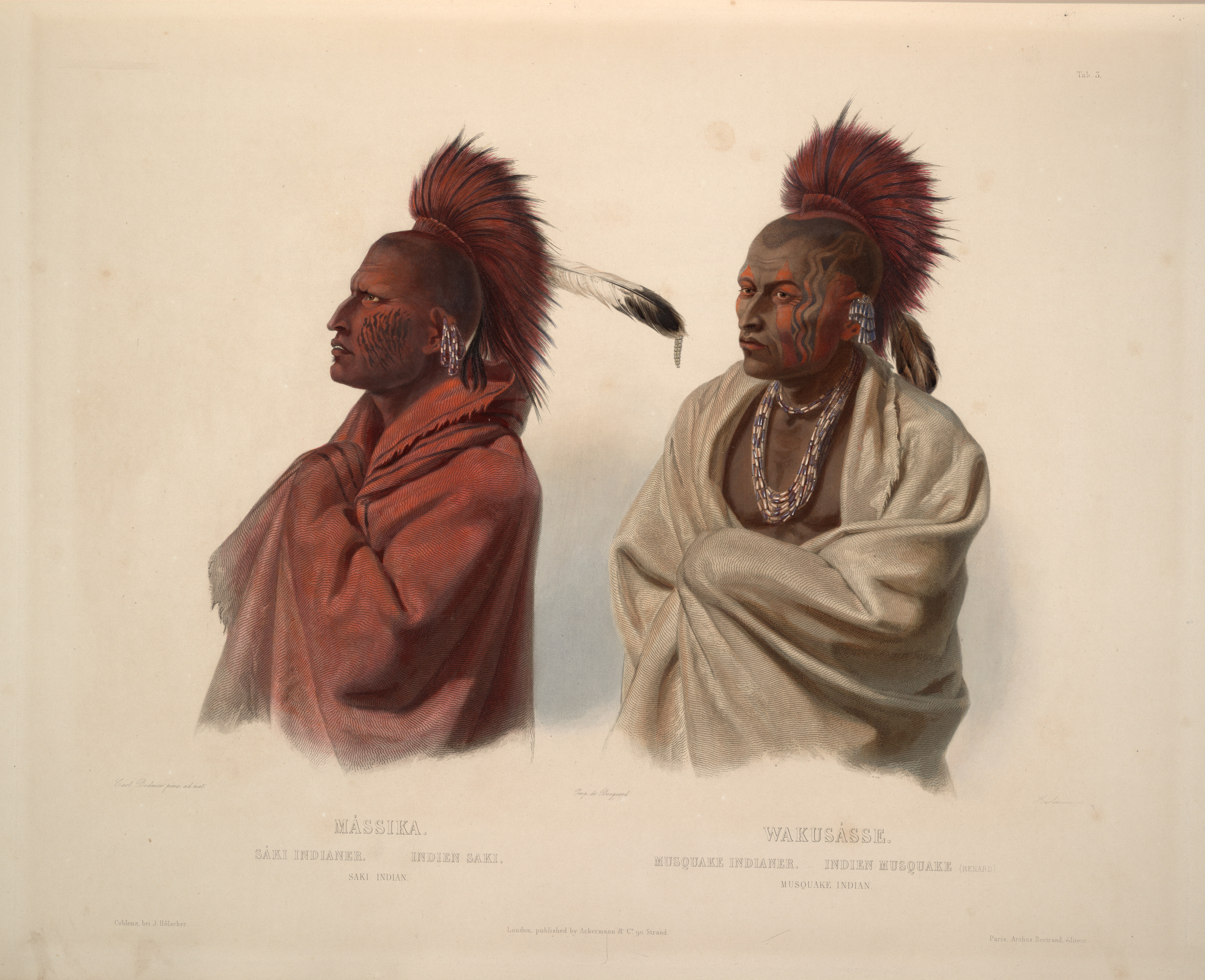
Wojownicy z okresu wojny Czarnego Jastrzębia

W końcu 1820 roku rząd amerykański powołując się na układ z 1804 postanowił wysiedlić wszystkich Indian ze stanu Illinois, a na ich miejsce sprowadzić białych osadników. W rezultacie maju 1828 roku agent indiański Thomas Forsyth nakazał Saukom przejście na zachodnią stronę rzeki Missisipi, co ci uczynili jesienią 1829 roku. Rok później zawarli kolejny układ z Amerykanami, na mocy którego zobowiązali się nigdy nie próbować wracać na swoje dawne tereny. Porozumienia nie zaakceptował jednak wódz plemienia Czarny Jastrząb, który wraz z grupą wojowników rozpoczął powrót. Spowodowało to paniczną ucieczkę białych osadników z zajętych ziem. Gubernator stanu Illinois, John Reynolds, uznał działania wodza za agresję i wysłał przeciwko niemu oddziały milicji, nakazując im wypędzić Indian na zachodni brzeg Missisipi. Swoich żołnierzy obiecał też wysłać generał Gaines na wypadek, gdyby rozmowy z Indianami nie powiodły się.
W czerwcu 1831 roku Gaines spotkał się z Czarnym Jastrzębiem na wschód od Missisipi. Większość jego wojowników skłonna była do powrotu, jednak on sam odmówił podporządkowania się Amerykanom i otrzymał wsparcie z plemion m.in. Kickapoo i Winnebago. Jednak po wzmocnieniu oddziałów milicji wojskami Gainesa 30 czerwca 1831 roku Indianie wycofali się na zachód.
6 kwietnia 1832 roku Czarny Jastrząb wraz z czterystu indiańskimi rodzinami przekroczył rzekę, by osiedlić się na oddanym przez Keokuka terenie w widłach rzek Missisipi i Rock River, na północy dzisiejszego stanu Illinois. Wywołało to panikę wśród białych osadników, którzy poprosili rząd o pomoc. Gubernator stanu Illinois John Reynolds powołał milicję, do której zgłosiło się 1600 ochotników (wśród nich był Abraham Lincoln). Gdy Czarny Jastrząb dowiedział się o powołaniu milicji, postanowił się wycofać. Wysłał emisariuszy, którzy mieli powiadomić milicję o pokojowych zamiarach Indian. Biali jednakże zabili posłów, a oddział milicji zaatakował wojowników. Potyczka kosztowała życie 11 ochotników i 3 Indian, w związku z czym wódz indiański zaprzysiągł zemstę. Rozpoczęła się tzw. wojna Czarnego Jastrzębia.
Do Sauków i Lisów przyłączyli się wojownicy z plemion Winnebago i Potawatomi. Indianie rozpoczęli rajdy na wsie i farmy. Wśród osadników wybuchła panika, tysiące z nich uciekały na wschód.
Siły Czarnego Jastrzębia były zbyt małe, by stawić czoła ścigającym ich żołnierzom. Wódz postanowił schronić się za Mississippi. 2 sierpnia 1832 przeprawiający się przez rzekę Indianie zostali zaatakowani przez amerykańską kanonierkę. Ci, którym udało się przedostać na drugi brzeg, padli ofiarą Siuksów, którzy wspomagali Amerykanów. W trwającej dwa dni walce pod Bad Axe Indianie zostali pokonani przez oddziały ochotników pod wodzą generała Atkinsona. Z 500 ludzi Czarnego Jastrzębia przeżyło około 150. Wojna, która kosztowała życie 72 białych i 450–500 Indian, dobiegła końca.
27 sierpnia Czarny Jastrząb poddał się Amerykanom. Został uwięziony i przez kilka miesięcy był obwożony w klatce po miastach, gdzie wystawiano go na widok publiczny. Po uwolnieniu w 1833 wrócił do Iowa. Przez kilka ostatnich miesięcy życia był obiektem podziwu wśród białych. Często zapraszano go na obrady lokalnych władz.
21 września 1832 roku Saukowie, pod nieobecność swojego wodza, sprzedali ostatecznie ziemie Illinois za kwotę 640 000 dolarów.
Czarny Jastrząb zmarł w swoim domu nad brzegami Des Moines River 3 października 1838 roku. Podczas swojego ostatniego publicznego wystąpienia, 4 lipca 1838, powiedział:

Przed kilku laty walczyłem przeciwko wam. Robiłem źle… być może… Lecz przeszłość została pogrzebana. Zapomnijmy o tym. Rock River to piękny kraj. „Kochałem swoje wsie, pola i domy moich ludzi. Teraz on jest wasz. Dbajcie o niego tak, jak my”.

Został pochowany zgodnie z indiańskim zwyczajem, ubrany w mundur, który otrzymał od generała Jacksona.

## Upamiętnienie
W roku 1891 w pobliżu Rock Island, w miejscu gdzie niegdyś istniało Saukenak, stanął granitowy pomnik Czarnego Jastrzębia dłuta Laredo Tafta.